# Katastrofa samolotu wojskowego KC-130
Katastrofa samolotu wojskowego KC-130 – wypadek lotniczy, który miał miejsce 10 lipca 2017 roku o 15:49 czasu lokalnego w Greenwood w stanie Missisipi, w którym zginęło 16 osób.